# Канцеларија за праћење и борбу против трговине људима
Канцеларија за праћење и борбу против трговине људима ( Ј/ТИП ) је агенција у оквиру Стејт департмента Сједињених Држава задужена за истрагу и креирање програма за спречавање трговине људима у Сједињеним Државама и на међународном нивоу. Канцеларија такође годишње подноси Конгресу Извештај о трговини људима који се тиче трговине људима у САД и другим земљама. Овај извештај има за циљ да подигне свест о експлоатацији људи и трговини људима и да их спречи. Циљеви канцеларије су информисање јавности, заштита жртава, предузимање правних радњи против прекршилаца, утврђивање неопходних и праведних казни за криминалце и обучавање појединаца за спровођење закона. Канцеларију води амбасадор Сједињених Држава за праћење и борбу против трговине људима .

## Историја
Канцеларија за праћење и борбу против трговине људима основана је октобра 2001. године као резултат доношења Закона о заштити жртава трговине људима из 2000. године . Ово омогућавајуће законодавство захтевало је од председника да створи биро у оквиру Стејт департмента који би се посебно бавио трговином људима и експлоатацијом на свим нивоима и предузео правне мере против починилаца. Поред тога, овај акт је осмишљен тако да спроводи све законе у оквиру Тринаестог амандмана на Устав Сједињених Држава који се примењују.
Тренутно постоји амерички закон о трговини људима, Закон о заштити жртава трговине људима (ТВПА), који је поново ауторизован неколико пута, последњи пут у марту 2013.   